# Kanakkampalayam
Kanakkampalayam é uma vila no distrito de Coimbatore, no estado indiano de Tamil Nadu.

## Demografia
Segundo o censo de 2001,  Kanakkampalayam  tinha uma população de 12,180 habitantes. Os indivíduos do sexo masculino constituem 50% da população e os do sexo feminino 50%. Kanakkampalayam tem uma taxa de literacia de 79%, superior à média nacional de 59.5%: a literacia no sexo masculino é de 85% e no sexo feminino é de 74%. Em Kanakkampalayam, 9% da população está abaixo dos 6 anos de idade.